# 奥利维娅·斯科格
奥利维娅·斯科格（瑞典語：Olivia Schough，1991年3月11日—），瑞典女子足球运动员，司职中场。她曾代表瑞典国家队参加2016年和2020年夏季奥林匹克运动会足球比赛，获得二枚银牌。